# بيلانو

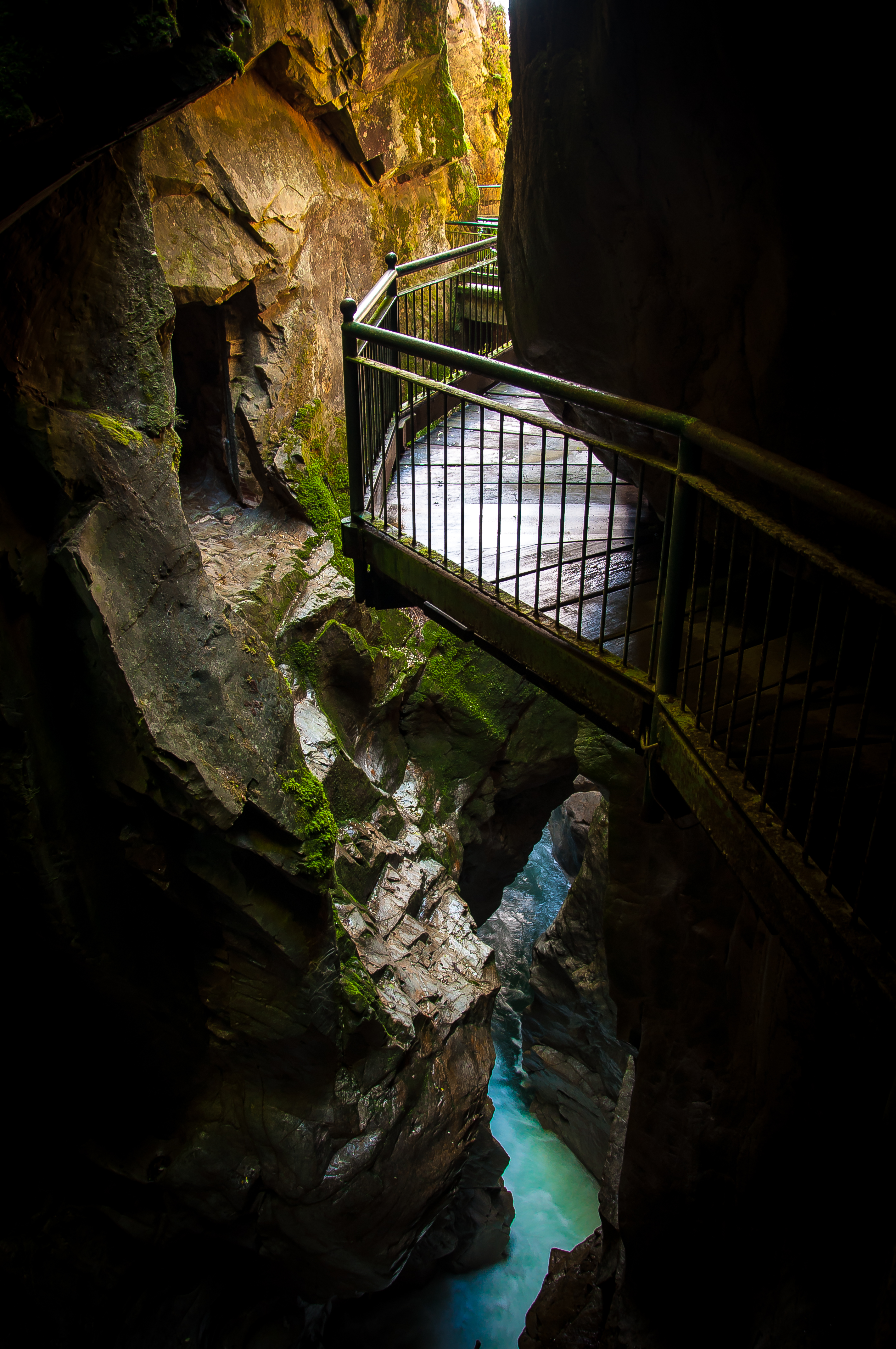
أوريدو دي بيلانو.

بيلانو هي كومونا (بلدية) صغيرة على الشاطئ الشرقي من بحيرة كومو في مقاطعة ليكو في منطقة لومبارديا الإيطالية، وتقع في شمال مخرج فالاسينا.

## السكان
في سنة 1861 بلغ عدد السكان 3٬882 نسمة، وتطور العدد ليصل في سنة 2011 لـ 3٬583 نسمة.
يظهر هذا المخطط البياني تطور النمو السكاني لـ بيلانو

## أعلام
- أندريا فيتالي
- جيانلوكا برامبيلا
- جيانكارلو فيتالي
- تشيزاري مونتي

## وصلات خارجية
- الموقع الرسمي
- Bellano - LarioOrientale.eu

‌